# 張春興
張春興（1927年12月11日—2014年11月24日），曾任國立臺灣師範大學教育心理與輔導學系（所）教授兼系主任，美國普渡大學客座教授、博士生導師，中國北京師範大學客座教授、山東師範大學客座教授、吉林大學客座教授，心理學會、教育學會、輔導學會理事，心理學會理事長，教育部學術審議委員會、大學學術發展委員會、教師申訴委員會委員。

## 著作
- 《心理學原理》。臺北市：東華書局，1997。杭州市：浙江教育出版社，1998。
- 《教育心理學——三化取向的理論與實踐》。臺北市：東華書局，1994。杭州市：浙江教育出版社，1998。
- 《世紀心理學叢書》（主編，共22冊）。臺北市：東華書局，1996—1997。杭州市：浙江教育出版社，1996—1998。
- 《現代心理學——現代人研究自身問題的科學》（獲1991年度優良圖書、優良著作兩項金鼎獎及同年度嘉新學術獎）。臺北市：東華書局，1991。杭州市：浙江教育出版社，1993。
- 《張氏心理學辭典》（獲1989年度優良圖書、優良著作金鼎獎及同年度教育學術年會木鐸獎）。臺北市：東華書局，1991。上海市：上海辭書出版社，1992。
- 《教育的應為與難為》。臺北市：東華書局，1987。北京市：世界圖書公司，1994。
- 《校園之聲》。臺北市：敦理出版社，1986。
- 《加強親職教育以減少青少年犯罪之研究》（與劉玉春等合著）。臺北市：行政院研考會，1986。
- 《希望的追尋與挫折》。臺北市：東華書局，1985。北京市：世界圖書公司，1993。
- 《國中編班教學問題之研究》（與郭玉生合著）。臺北市：教育部，1986。
- 《跟孩子一起成長》（與萬家春等合著）。臺北市：市立社會教育館，1985。
- 《大學生與校園文化》（編）。臺北市：嵩山出版社，1985。
- 《姻緣路上情理多》（編）。臺北市：桂冠圖書公司，1984。哈爾濱市：黑龍江人民出版社，1987。
- 《成長中自我的探索》。臺北市：東華書局，1983。北京市：世界圖書公司，1994。
- 《青年的認同與迷失》。臺北市：東華書局，1983。北京市：世界圖書公司，1994。
- 《年輕人的感情世界》（編）。臺北市：桂冠圖書公司，1983。
- 《怎樣突破讀書困境》。臺北市：東華書局，1982。北京市：世界圖書公司，1994。
- 《心聲愛意傳親情》（編）。臺北市：桂冠圖書公司，1982。
- 《教育心理學》（與林清山合著）。臺北市：東華書局，1981。
- 《感情、婚姻、家庭》（編）。臺北市：桂冠圖書公司，1981。
- 《當前高等教育問題》（編）。臺北市：中國論壇社，1981。
- 《國家建設與教育》（編）。臺北市：中國論壇社，1980。
- 《青年的煩惱和出路》。臺北市：東華書局，1979。北京市：世界圖書公司，1993。
- 《心理學》（獲1977年度優良圖書金鼎獎）。臺北市：東華書局，1977。北京市新華書局於1981年以「內部交流」方式在中國印行。
- 《心理學概要》。臺北市：東華書局，1977。
- 《洛氏教育心理學》（與汪榮才合譯）。臺北市：大聖書局，1976。
- 《中國兒童行為的發展》（與楊國樞合著）。臺北市：環宇出版社，1974。
- 《教學的心理基礎》。臺中縣霧峰鄉：臺灣省教育廳，1974。